# Tsubasa: Reservoir Chronicle
Tsubasa: Reservoir Chronicle (ツバサ-RESERVoir CHRoNiCLE- Tsubasa -Rezaboa Kuronikuru-), thường được đọc rút gọn thành Tsubasa, là một bộ shōnen manga do nhóm mangaka Nhật Bản CLAMP sáng tác kiêm minh họa. Ban đầu manga được đăng thường kì trên tạp chí Weekly Shōnen Magazine từ tháng 5 năm 2003 và được Kodansha phát hành thành 28 tập tankōbon từ tháng 8 cùng năm. Chương kết thúc bộ truyện đã được đăng tải trong số ra tháng 10 năm 2009, tankōbon cuối cùng của tác phẩm cũng đã xuất xưởng trong tháng tiếp theo. Câu chuyện nói về chuyến hành trình rất dài đi xuyên qua không gian và thời gian của Syaoran và những người bạn đồng hành để tìm kiếm những sợi lông vũ ký ức của Sakura, công chúa ở đất nước của anh. Bộ truyện đã sử dụng lại các mẫu thiết kế nhân vật điển hình trong những tác phẩm nổi tiếng trước đây của CLAMP, tiêu biểu là XXXHOLiC và Cardcaptor Sakura.
Bee Train đã chuyển thể thành bộ anime truyền hình của tác phẩm dưới tựa đề Tsubasa • CHRoNiCLE (tiếng Anh là "Chronicle of the Wings"), với độ dài 52 tập chia làm hai phần và phát sóng tại Nhật Bản trên kênh NHK từ tháng 4 năm 2005 đến tháng 11 năm 2006, thời điểm mà manga chưa kết thúc. Production I.G tiếp tục phát hành một phim nhựa trong tháng 8 năm 2005, và hai OVA dài năm tập từ tháng 11 năm 2007 đến tháng 5 năm 2009. Kodansha còn phát hành nhiều artbook và fanbook cho hai loại hình truyền thông. Hai trò chơi điện tử trên hệ máy Nintendo DS cũng được sản xuất dựa theo sê-ri. Del Rey đã phát hành manga bằng tiếng Anh tại thị trường Bắc Mỹ từ tháng 4 năm 2004 đến tháng 11 năm 2010. Bộ truyện tiếp tục được phát hành sang nhiều quốc gia ở châu Á, châu Âu và khu vực Mỹ Latinh. Funimation Entertainment đã mua bản quyền phân phối bộ anime, phim nhựa và năm tập OVA tại Bắc Mỹ dưới dạng DVD; tuy nhiên, anime mới chỉ phát sóng một phần trên kênh Funimation Channel. Cũng như manga, anime được công chiếu rộng rãi đến nhiều quốc gia khác trên thế giới thông qua mạng lưới truyền hình cáp Animax và các kênh địa phương. Tại Việt Nam, nhà xuất bản Kim Đồng mua bản quyền dịch thuật và phát hành manga từ tháng 8 năm 2015, vẫn dùng tựa đề như nguyên tác nhưng thường bổ sung thêm phụ đề tiếng Việt là Tsubasa – Đôi cánh thiên thần. Riêng phiên bản anime đã phát sóng một phần trên kênh HTV3 từ tháng 6 đến 7 năm 2009, theo bản quyền mua được của Công ty Cổ phần Truyền thông Trí Việt (TVM Corp), tựa đề anime được Việt hóa thành Huyền thoại đôi cánh.
Manga được đón nhận nồng nhiệt cả trong lẫn ngoài Nhật Bản, đạt thứ hạng cao trong bảng xếp hạng truyện tranh bán chạy nhất; hơn 20 triệu tập manga đã được bán thành công tại Nhật vào tháng 9 năm 2009. Giới phê bình đánh giá cao cả manga lẫn chuyển thể anime, họ ca ngợi mối liên kết với các tác phẩm trước đó cũng như phong cách nghệ thuật của nó. Những kịch bản đan xen lẫn nhau trong nửa sau cốt truyện được khen ngợi vì đã tác động lên toàn bộ cốt truyện chính cũng như được xem là các yếu tố gây bất ngờ, song chúng cũng bị chỉ trích là khó hiểu và quá rườm rà không cần thiết.

## Cốt truyện
Tác phẩm bắt đầu bằng tình bạn tuổi thơ giữa Syaoran, một thiếu niên khảo cổ học đang tiến hành khai quật khu di chỉ ở Vương quốc Clow, và Sakura, công chúa của vương quốc - con gái út của vị vua quá cố Clow Reed. Một đêm nọ, Sakura đi theo những tiếng chuông lạ đến khu công trình của Syaoran, cả khu di tích bị chấn động và một đôi cánh trắng mọc ra từ lưng cô, sau đó tan biến thành hàng trăm chiếc lông vũ và biến mất trước sự chứng kiến của Syaoran còn Sakura thì bị ngất xỉu. Tư tế của Vương quốc Clow, Yukito, nói rằng những "lông vũ" đó là ký ức của Sakura, cô sẽ chết nếu không có chúng. Yukito dùng phép thuật đưa Syaoran và Sakura đến thế giới của Phù thủy Không gian Ichihara Yūko, người duy nhất có thể cứu được Sakura.
Trong thế giới Nhật Bản hiện đại của Yūko, Syaoran gặp hai người khác cũng đang có mục đích riêng cần được giúp đỡ, họ là Kurogane, một ninja của triều đình Nhật Bản thời kỳ Heian, muốn trở về nhà sau khi bị công chúa Tomoyo trục xuất khỏi thế giới cũ, nhằm giúp anh hiểu rõ hơn về sức mạnh của bản thân; Fye D. Fourite, một pháp sư tài ba của Vương quốc Celes, không bao giờ muốn quay về thế giới cũ để tránh gặp lại vị vua của mình, Ashura-ō. Để đánh đổi lấy khả năng di chuyển xuyên qua không gian, Yūko yêu cầu họ đưa cho cô thứ quý giá nhất của mỗi người. Kurogane phải trả bằng thanh kiếm Ginryū (Ngân Long) của anh. Fye trả bằng hình xăm màu xanh trên lưng, thứ giúp anh triển khai phép thuật của mình. Syaoran trả bằng toàn bộ ký ức liên quan đến cậu trong tâm trí Sakura. Yūko tặng họ một sinh vật kì lạ tên là Mokona Modoki, có khả năng vận chuyển cả nhóm đi xuyên không gian và thời gian để tìm kiếm lông vũ của Sakura. Sau khi tìm thấy sợi lông vũ thứ hai, Sakura tỉnh giấc và phục hồi một số ký ức. Những ngày tháng phiêu lưu dài đằng đẵng đã gắn kết mối quan hệ giữa các thành viên lại gần với nhau, đến nỗi Fye đùa rằng trông họ cứ như một gia đình. Họ cũng khám phá ra quyền năng đặc biệt của mỗi chiếc lông vũ, có thể ban cho những ai đang sở hữu chúng một sức mạnh siêu nhiên.
Trong suốt cuộc hành trình, những thành viên trong nhóm dần phát hiện ra rằng Syaoran hiện tại chỉ là bản sao mang một nửa trái tim của Real Syaoran (Syaoran thật). Nhiều năm trước, phù thủy Fei-Wong Reed, kẻ chủ mưu khiến Sakura bị mất đi ký ức, đã bắt Real Syaoran làm tù binh, tạo ra bản sao của cậu để giúp ông ta thu thập lông vũ của Sakura. Do Syaoran thật thoát khỏi phong ấn của Fei-Wong Reed và lấy lại con mắt phải (cũng là phần linh hồn mà Syaoran thật đã cho bản sao của mình), bản sao của cậu đã đánh mất trái tim, trở thành một con rối vô hồn theo đúng ý định của Fei-Wong, quay lại phản bội những thành viên trong nhóm. Syaoran thật đã tham gia vào chuyến hành trình của nhóm cùng Sakura, với ước mong cứu được bản sao của mình. Nhưng do thấy trước được tương lai, trong đó, dưới lời nguyền của Fei-Wong, Fye sẽ giết Syaoran thật, Sakura đã lao mình vào mũi kiếm, tách linh hồn và thể xác của cô để gửi đến hai thế giới riêng lẻ là Seres và Dream World. Ở Dream World, bản sao của Syaoran đã phá hủy linh hồn Sakura khi cố gắng lấy sợi lông vũ. Trước khi linh hồn của mình biến mất, Sakura tiết lộ rằng cô cũng chỉ là một bản sao của Real Sakura (Sakura thật) - người hiện nay vẫn đang bị Fei-Wong giam cầm. Sau đó, Fei-Wong dùng thể xác của Sakura bản sao để lưu trữ sức mạnh của mình. Nhận được thông tin từ Yūko rằng Fei-Wang đang ở một chiều không gian khác là Vương quốc Clow - nơi thời gian đang bị đông cứng, nhóm Syaoran, Fye và Kurogane liền khởi hành đến đó để giải cứu 2 Sakura.
Việc thời gian bị đông cứng trong Vương quốc Clow là kết quả từ mong ước của Syaoran thật nhằm cứu được Sakura thật khỏi lời nguyền cách đây nhiều năm của Fei-Wong. Để trả giá cho mong ước này, Syaoran thật phải trở thành tù nhân & tay sai của Fei-Wong, trong khi Watanuki Kimihiro, trợ lý của Yūko, đóng vai trò thay thế Syaoran trong thế giới Nhật Bản hiện đại. Nhóm đã chiến đấu anh dũng với Fei-Wong, lúc này Syaoran bản sao đã bị hủy diệt vì dám phản bội Fei-Wong. Sau đó ông sử dụng sức mạnh thu thập được từ hai Sakura để hồi sinh Yūko, người trước đó đã được Clow Reed đóng băng thời gian lại để ngăn chặn cái chết của cô, điều này cho thấy quyền năng tài ba của Clow Reed. Yūko sử dụng mạng sống của mình và phép thuật của Clow như là cái giá phải trả để các bản sao được tái sinh sống cùng nhau trong quá khứ. Khi cả hai biết những sự kiện trong tác phẩm sẽ lại tái diễn, Sakura Clone và Syaoran Clone đã tự niêm phong họ trong cửa tiệm của Yūko, chờ đến khi cuộc chiến chống lại Fei-Wong diễn ra. Cuối cùng nhóm đã tiêu diệt được Fei-Wong, kẻ đã giam cầm Syaoran thật trong khoảng trống giữa không gian và thời gian, kéo theo sự ra đời của hai bản sao Syaoran và Watanuki như một hệ quả của những mối liên hệ đó. Cùng với cái chết của người sáng tạo, bản sao của Syaoran và Sakura biến mất, chỉ để lại hai chiếc lông vũ. Syaoran và Watanuki thoát khỏi khoảng không giam cầm với cái giá phải trả: Syaoran tiếp tục đi du hành xuyên qua không gian, trong khi Watanuki phải ở lại trong cửa hàng của Yūko và không được tự do. Nhóm bốn người đã nghỉ ngơi tại Vương quốc Clow sau cuộc chiến cuối cùng. Fye, Kurogane và Mokona quyết định một lần nữa sát cánh với Syaoran và hy vọng mang bản sao của Syaoran và Sakura quay về, vốn chỉ còn tồn tại dưới dạng hai chiếc lông vũ. Trước khi chia tay, Sakura thật từng mơ một giấc mơ tiên tri: Nḗu cô ấy đi với Syaoran thì sẽ gây ra tai hoạ lớn. Vì vậy, cô quyết định ở lại Vương quốc Clow chờ cậu quay về. Syaoran và Sakura thú nhận tình yêu dành cho nhau với hy vọng gặp được nhau lần nữa, đồng thời tên thật của họ cũng được tiết lộ là: Tsubasa. (Đôi cánh).

## Sản xuất
Tsubasa: Reservoir Chronicle được hình thành từ cảm hứng của bốn nghệ sĩ trong nhóm CLAMP, với ý định kết nối các tác phẩm lấy bối cảnh trong thế giới thực và các tác phẩm lấy bối cảnh trong thế giới ảo trước đây của họ lại với nhau. Trước khi bắt tay vào Tsubasa: Reservoir Chronicle, CLAMP đã sáng tác loạt manga Cardcaptor Sakura, và mẫu thiết kế của hai nhân vật chính đã được vẽ lại từ chính tác phẩm đó. CLAMP quyết định vẽ Tsubasa theo phong cách đầu tiên của Tezuka Osamu - người được mệnh danh là "cha đẻ của manga", cũng được biết đến như "cha đẻ của anime" - có tên là Hệ thống Star của Tezuka Osamu. Trong hệ thống này, các nhân vật có cùng thiết kế và tên nhưng sẽ đóng các vai khác nhau tùy vào những thiết lập khác nhau, bản vẽ chủ yếu lấy từ những nhân vật quan trọng trong tác phẩm riêng của ông và đôi khi là từ những tác phẩm khác. Không giống như các nhân vật trong hệ thống Star, ba tháng trước khi Tsubasa: Reservoir Chronicle phát hành, tạp chí Young Magazine bắt đầu đăng XXXHOLiC của CLAMP, hai nhân vật chính trong loạt manga này là Watanuki Kimihiro và Ichihara Yūko cũng xuất hiện trong Tsubasa, cả hai sê-ri này phát hành song song nhau. Cũng giống như nhiều tác phẩm khác của họ, các thành viên trong CLAMP đảm nhận nhiều khâu khác nhau thay đổi thường xuyên trong mỗi bộ truyện, chứ không cố định một công việc. Đối với Tsubasa: Reservoir Chronicle, Mokona phụ trách vẽ nhân vật chính, Nekoi Tsubaki và Igarashi Satsuki thiết kế các nhân vật phụ và cảnh nền, Ohkawa Nanase là chủ bút duy nhất chịu trách nhiệm viết kịch bản, và ngay cả các thành viên khác của CLAMP vẫn không được cho biết trước câu chuyện sẽ mở ra như thế nào.
Một buổi phỏng vấn đặc biệt với Ohkawa và Sugawara Kiichiro, biên tập viên của CLAMP làm việc trong Ban Biên tập của tạp chí Weekly Shōnen Magazine, đã diễn ra sau khi Tsubasa: Reservoir Chronicle đang trong phần kịch bản lấy bối cảnh ở Nước Ōto. Trong đó, Ohkawa tuyên bố rằng nhóm rất nghiêm túc nhận thức được Tsubasa là bộ truyện đăng trên Shōnen Magazine vốn dành cho các bạn đọc nhỏ tuổi nhất và đó là bước đột phá đầu tiên của họ để tiến vào thế giới shōnen manga. Vì vậy, các thành viên của CLAMP chắc chắn rằng nét vẽ và các mẫu đối thoại trong loạt manga là thích hợp với các độc giả nam nhỏ tuổi; manga đã kết hợp cách viết furigana để giúp việc đọc trở nên dễ dàng hơn. Để thúc đẩy những điều này, nhóm đã tổ chức họp bàn với Sugawara, cũng là nơi họ đóng góp ý kiến cho kịch bản. Ohkawa đã chỉ ra trong buổi phỏng vấn rằng thời điểm duy nhất mà cốt truyện có những thay đổi đáng kể là ở Vương quốc Jade; chuyển từ "truyện ma cà rồng kinh dị" thành "trinh thám bí ẩn".
Các thành viên của CLAMP gặp một số khó khăn trong việc điều chỉnh nét vẽ điển hình của họ sau khi quyết định xuất bản trên Weekly Shōnen Magazine. Vì phong cách vẽ ban đầu của họ là khá mỏng và không tạo ra được những ấn tượng như mong muốn, nên Ohkawa khuyên các họa sĩ dùng cọ vẽ dày hơn, cũng như sử dụng cảnh nền đơn giản như những tác phẩm khác đã đăng trên Shōnen Magazine. Cô nói rằng phong cách vẽ gốc của họ từng thu hút những độc giả đầu tiên và sau đó đang dần chuyển sang dùng một phong cách mới. Một số lúc, như khi cốt truyện tập trung vào Vương quốc Ōto, nét vẽ lại có sự chuyển biến rõ rệt, lúc này họ nghĩ đến việc trở về phong cách ban đầu của nhóm. CLAMP phải sắp xếp lại công việc theo lịch trình ra mắt hàng tuần của bộ truyện, vì các tác phẩm trước của nhóm thường đăng tải theo tháng. Sugawara tỏ ra lo ngại khi thấy sự căng thẳng trong công việc của các họa sĩ vì phải chạy đua với thời gian để theo kịp lịch phát hành hàng tuần của Tsubasa: Reservoir Chronicle song song với XXXHOLiC, nhưng cuối cùng ông đã ủng hộ họ hết mình. Theo mong muốn mỗi mẫu truyện phải được đầu tư kỹ lưỡng của Ohkawa, CLAMP tránh kết nối mẫu truyện này với mẫu truyện kia quá thường xuyên. Vì Tsubasa có liên hệ với XXXHOLiC nên mẫu thiết kế các nhân vật có nhiều nét rất tương đồng; hai tác phẩm đôi khi chịu ảnh hưởng của Ukiyo-e, một phong cách vẽ thể hiện nhân vật có các chi khá dài. Khi được hỏi về việc liệu có thể nhóm sẽ cho ra đời một tác phẩm khác giống bối cảnh trong thế giới song song như Tsubasa hay không, Ohkawa trả lời rằng cô không hâm mộ thể loại khoa học viễn tưởng và tiết lộ rằng tất cả các thế giới trong Tsubasa đều được tham khảo từ những tác phẩm khác. Đồng thời, Ohkawa cho biết cô muốn tách Tsubasa ra khỏi khuôn khổ của những tác phẩm trước đây. Cô cũng giải thích về sự thay đổi tính cách giữa các nhân vật hoàn toàn giống nhau khi chịu tác động của những thế giới mà họ sống trong đó.
Trong lúc đang tìm cách kèm theo các mặt hàng khuyến mại nhân vật khi phát hành các tập truyện, Suguwara đã nghĩ ra một ý tưởng mới lạ là phát hành hai phiên bản "chất lượng cao" và "bình thường" cho manga sau khi liên tưởng đến việc các tiểu thuyết được phát hành với hai phiên bản bìa cứng và bìa mềm, trong khi manga chỉ được phát hành một phiên bản. Vì đây là một ý tưởng mới, nhóm đã rút ra vài kinh nghiệm cho một số sự cố, như vô tình đặt lộn ngược hình minh họa theo chiều dọc trong ấn bản chất lượng cao đầu tiên. Nhóm cũng quyết định thiết kế kiểu cách các khẩu hiệu thường chỉ xuất hiện trên trang bìa của tạp chí vào mặt trước của các tankōbon chất lượng cao.

## Phương tiện truyền thông

### Manga
Do CLAMP sáng tác kiêm minh họa, Tsubasa: Reservoir Chronicle bắt đầu đăng trên tạp chí Weekly Shōnen Magazine của Kodansha từ tháng 5 năm 2003 đến tháng 10 năm 2009. Tổng cộng 233 "chapitre" (シャピトル shapitoru, nghĩa là "chương" trong tiếng Pháp) của tác phẩm đã được Kodansha biên tập thành 28 tankōbon, tập đầu tiên phát hành ngày 12 tháng 8 năm 2003 và tập cuối phát hành ngày 17 tháng 11 năm 2009. Điểm đặc biệt là các tập này được phát hành cả phiên bản chất lượng cao với các trang được tô màu và thêm một số hình ảnh, bán cùng thời điểm với phiên bản thường.
Tsubasa là một trong bốn tựa manga đầu tiên do Del Rey Manga cấp phép phát hành bằng tiếng Anh tại thị trường Bắc Mỹ vào tháng 1 năm 2004, ba bộ truyện kia là Mobile Suit Gundam SEED, Mahō Sensei Negima! và XXXHOLiC. Del Rey đã phát hành tập đầu tiên vào ngày 27 tháng 4 năm 2004 và tập cuối vào ngày 23 tháng 11 năm 2010. Tanoshimi, chi nhánh ở Anh Quốc của nhà xuất bản Random House, đã xuất bản 14 tập đầu sử dụng bản dịch của Del Rey tại Anh từ ngày 3 tháng 8 năm 2006 đến ngày 5 tháng 6 năm 2008. Tác phẩm cũng được nhiều công ty đăng ký bản quyền để phát hành ở các quốc gia tương ứng, như Pika Édition (Pháp), Star Comics (Ý), EMA (Đức), Editora JBC (Brasil), Norma Editorial (Tây Ban Nha), Grupo Editorial Vid (México), Haksan Publishing (Hàn Quốc), Vibulkij Publishing (Thái Lan), Sáng Nghệ (Singapore), Đông Lập (Hồng Kông và Đài Loan) và một số quốc gia khác. Tại Việt Nam, nhà xuất bản Kim Đồng mua bản quyền manga và phát hành từ tháng 8 năm 2015, sử dụng tựa như nguyên tác nhưng thường được bổ sung phụ đề là Tsubasa – Đôi cánh thiên thần.

### Anime truyền hình

Tập DVD đầu tiên của anime Tsubasa • CHRoNiCLE do Bandai Visual phát hành tại Nhật Bản.

Hãng sản xuất phim hoạt hình Bee Train đã thực hiện chuyển thể anime truyền hình của tác phẩm dưới tựa đề Tsubasa • CHRoNiCLE (ツバサ・クロニクル Tsubasa Kuronikuru) với độ dài 52 tập chia làm hai phần. Cả hai phần này đều do Kawasaki Hiroyuki viết kịch bản và Mashimo Kōichi làm đạo diễn; Morioka Hiroshi trở thành người đồng nhiệm với Mashimo trong phần hai của sê-ri. Âm nhạc của phim được soạn bởi Kajiura Yuki. Sê-ri phim đầu tiên được phát sóng từ ngày 29 tháng 4 đến 15 tháng 10 năm 2005 trên kênh NHK, dài 26 tập. Phần hai bắt đầu phát sóng từ ngày 29 tháng 4 đến 4 tháng 11 năm 2006, cũng dài 26 tập. Bandai Visual đã biên soạn và phát hành bộ anime này thành 14 tập DVD Region 2 từ ngày 26 tháng 8 năm 2005 đến 23 tháng 2 năm 2007 tại Nhật Bản.
Funimation Entertainment là công ty mua bản quyền để phát hành phiên bản tiếng Anh của tác phẩm dưới nhan đề Tsubasa: Reservoir Chronicle vào tháng 1 năm 2006. Hãng này phân phối phim thành 12 đĩa DVD Region 1 tại thị trường Bắc Mỹ trong hai bộ đĩa, mỗi bộ có 6 tập DVD; bộ đầu phát hành ngày 11 tháng 11 năm 2008 và bộ tiếp theo ra mắt ngày 29 tháng 12 năm 2009. Một hộp đĩa DVD chứa phần đầu của anime Tsubasa và bộ phim nhựa đã phát hành ngày 19 tháng 1 năm 2010. Nó được tái phát hành dưới định dạng Blu-ray vào ngày 4 tháng 5 năm 2010, trong đó có kèm theo phần thứ hai của phiên bản anime truyền hình. Funimation đã cho ra mắt phần đầu của Tsubasa: Reservoir Chronicle với 6 DVD Region 2 tại Anh Quốc thông qua Revelation Films từ ngày 17 tháng 9 năm 2007. Ngày 1 tháng 9 năm 2008, phiên bản lồng tiếng Anh của phần đầu bộ anime đã được phát sóng trên kênh Funimation Channel tại Hoa Kỳ. Revelation Films trước đó đã khẳng định họ sẽ mang phần hai của Tsubasa • CHRoNiCLE đến Anh Quốc, mặc dù ngày phát hành vẫn chưa được thông báo. Kênh truyền hình cáp Animax và chi nhánh của nó đã trình chiếu bộ phim tại nhiều quốc gia ở châu Á, châu Âu và Nam Mỹ. Tại Việt Nam, anime được đăng ký bản quyền bởi TVM và phát sóng phần đầu trên kênh HTV3 với bản lồng tiếng Việt từ tháng 6 đến tháng 7 năm 2009.

### Anime điện ảnh
Một bộ phim nhựa mang tựa đề Tori Kago no Kuni no Himegimi đã được thực hiện bởi Production I.G và công chiếu cùng với XXXHOLiC: Manatsu no Yo no Yume tại các rạp của Nhật Bản từ ngày 20 tháng 8 năm 2005, lấy bối cảnh giữa hai phần của phiên bản anime trên TV. Cốt truyện tiếp tục kể về cuộc hành trình tìm kiếm lông vũ ký ức cho Sakura của nhóm Syaoran. Họ xác định được vị trí một chiếc tại Vương quốc Birdcage (lồng chim), và phải đối đầu với vị vua của thế giới này để đoạt lại lông vũ. Kịch bản được viết bởi Goto Midori và Fujisaku Junichi với vai trò đạo diễn thuộc về Kawasaki Itsuro. Khâu thiết kế nhân vật do Kikuchi Yoko đảm nhiệm và âm nhạc tiếp tục được Kajiura Yuki phụ trách. Tác giả Ohkawa Nanase cho biết cô thích cái cách mà cả hai bộ phim được kết nối lại với nhau, dù rằng chúng được xây dựng theo những chủ đề và thiết lập khác nhau. Shochiku phát hành các phiên bản DVD giới hạn và chính thức của phim tại Nhật Bản vào ngày 25 tháng 2 năm 2006. Funimation đã phát hành phiên bản tiếng Anh của tác phẩm song song với phim XXXHOLiC trong một đĩa DVD đơn ở Bắc Mỹ vào ngày 19 tháng 2 năm 2009. Nó được tái phát hành cùng với hộp DVD chứa phần đầu của phiên bản anime truyền hình vào ngày 19 tháng 1 năm 2010. Sau đó phim tiếp tục ra mắt lần hai dưới dạng Blu-ray vào ngày 4 tháng 5 năm 2010, trong đó bao gồm phần thứ hai của sê-ri anime truyền hình. Ngoài ra nó còn được chiếu trên kênh Funimation Channel từ ngày 16 tháng 12 năm 2010 đến 7 tháng 2 năm 2011. Tori Kago no Kuni no Himegimi cũng được phân phối tại một vài quốc gia khác thông qua các công ty cấp phép, và chiếu trên đài truyền hình Hyper của Ba Lan.

### OVA
Hai sê-ri OVA tiếp tục được Production I.G sản xuất với vị trí đạo diễn thuộc về Tada Shunsuke, Ohkawa Nanase viết kịch bản và phần âm nhạc tiếp tục do Kajiura Yuki đảm nhiệm. Ba tập trong OVA đầu lấy tên Tsubasa TOKYO REVELATIONS (ツバサ TOKYO REVELATIONS) được phát hành từ ngày 16 tháng 11 năm 2007 đến 17 tháng 3 năm 2008 với ba DVD đính kèm phiên bản giới hạn của manga các tập 21, 22 và 23. Phim lấy bối cảnh đoạn kết của phiên bản anime truyền hình, nhóm Syaoran đã đến thành phố Tōkyō sau ngày tận thế, nơi họ phát hiện mối liên hệ giữa Syaoran và một thiếu niên giống hệt anh ta. Hai tập OVA tiếp theo có tựa Tsubasa Shunraiki (ツバサ春雷記) được phát hành thành hai DVD. Đĩa đầu tiên phát hành vào ngày 17 tháng 3 năm 2009 đính kèm thêm manga tập 26; còn đĩa thứ hai đóng gói chung với manga tập 27, phát hành vào ngày 15 tháng 5 năm 2009. Cốt truyện lấy bối cảnh chuyến hành trình của nhóm đến đất nước Seresu để tìm cách mang linh hồn của Sakura nhập lại vào thân xác cô. Tháng 5 năm 2010, Funimation thông báo họ đã mua được bản quyền phát hành bản tiếng Anh của toàn bộ hai phần OVA. Chúng được ra mắt cùng một lúc trong một gói gắn nhãn Tsubasa: Reservoir Chronicle - OVA Collection dưới định dạng DVD và Blu-ray vào ngày 4 tháng 1 năm 2011 tại Bắc Mỹ. Tháng 6 năm 2011, Funimation bắt đầu chiếu năm tập phim trên website chính thức của họ.

### CD nhạc
Các bản nhạc dùng trong bộ anime đã được tập hợp thành bốn album soundtrack mang tựa Future Soundscape I~IV. Victor Entertainment đã phát hành các album này từ ngày 6 tháng 6 năm 2005 đến 21 tháng 9 năm 2006; mỗi album đều ra mắt dưới dạng phiên bản chính thức và giới hạn có khuyến mại một số sản phẩm truyền thông liên quan. Ngoài ra, một album cải biên lấy tên Best Vocal Collection cũng đã phát hành vào ngày 20 tháng 12 năm 2006 chứa 14 bản nhạc có lời trong anime. Toàn bộ các đĩa nhạc này đều được đăng trên bảng xếp hạng Oricon, và album chiếm vị trí cao nhất, Future Soundscape I, đạt đến hạng 39 và vẫn xuất hiện trong bảng xếp hạng này trong ba tuần.
Mười đĩa đơn được xếp vào mười album tương ứng chứa, mỗi đĩa chứa một ca khúc chủ đề cùng tên dùng trong nhiều chuyển thể khác nhau. Đối với chuyển thể anime Tsubasa • CHRoNiCLE, bốn maxi single mang tên "Loop", "Blaze", "It's" và "Kazemachi Jet / Spica" đã được phát hành từ ngày 10 tháng 5 năm 2005 đến 14 tháng 7 năm 2006. Hai maxi single khác dành cho bộ phim nhựa Tori Kago no Kuni no Himegimi là "Aerial" và "Amrita" ra mắt ngày 17 tháng 8 năm 2005 và 18 tháng 8 năm 2005. Đối với hai phần OVA, hai maxi single và hai album studio lấy tên "Synchronicity", "Saigo no Kajitsu / Mitsubashi to Kagakusha", Kazeyomi và Everlasting Songs đã được phát hành từ ngày 21 tháng 11 năm 2007 đến ngày 25 tháng 2 năm 2009. Các đĩa nhạc trên cũng được đưa lên bảng xếp hạng Oricon với vị trí cao nhất thuộc về đĩa đơn "Loop", xếp hạng bảy và vẫn còn xuất hiện trong danh sách này suốt chín tuần sau đó.
Victor Entertainment đã phát hành bộ ba đĩa drama CD có tựa đề "The Matinée of the Palace" dựa trên anime, được thực hiện bởi các diễn viên lồng tiếng của bộ phim. Đĩa đầu tiên, mang phụ đề Chapter.1 ~Coral, the City on the Water~, phát hành vào ngày 16 tháng 12 năm 2005. Đĩa thứ hai, Chapter.2 ~Impossible Goal~ ra mắt tiếp theo vào ngày 1 tháng 2 năm 2006. Và đĩa cuối, Chapter.3 ~Unspeakable Lines~, phát hành ngày 24 tháng 3 năm 2006. Các drama CD này cũng có mặt trên bảng xếp hạng Oricon với vị trí cao nhất thuộc về Chapter.2 ~Impossible Goal~, đứng hạng 161 và tiếp tục xuất hiện trong danh sách trong vòng một tuần. Một sê-ri gồm bốn drama CD spin-off có tựa đề "Private High School Holitsuba" đã được phát hành từ năm 2006 đến năm 2009, đính kèm thêm một chương manga tương ứng. Lấy bối cảnh trong một chiều không gian khác, các nhân vật trong Tsubasa và XXXHOLiC đóng vai học sinh cũng như thầy cô giáo tại một ngôi trường hư cấu tên là "Holitsuba".

### Trò chơi điện tử
Một trò chơi điện tử mang tên Tsubasa CHRoNiCLE (ツバサクロニクル) do Cavia phát triển dựa theo bộ anime và được Akira phát hành tại Nhật Bản trên hệ Nintendo DS vào ngày 27 tháng 10 năm 2005. Tsubasa CHRoNiCLE là một trò chơi nhập vai, người chơi sẽ điều khiển nhân vật Sakura và Syaoran chu du trong nhiều thế giới để tìm các mảnh linh hồn của Sakura. Game thủ cũng có thể cạnh tranh với người khác thông qua kết nối không dây. Phần tiếp theo của trò chơi là Tsubasa CHRoNiCLE Volume 2 (ツバサクロニクル Vol.2) ra mắt vào ngày 20 tháng 4 năm 2006 cũng trên hệ Nintendo DS và cách chơi giống như phiên bản đầu.

### Sản phẩm khác

Bìa TV Animation Tsubasa • CHRoNiCLE Official Fanbook, 2005

Kodansha là nhà xuất bản toàn bộ các ấn phẩm sách, bao gồm fanbook và artbook của sê-ri, tại Nhật Bản. Đầu tiên là hai quyển fanbook khác nhau dành cho bộ anime Tsubasa • CHRoNiCLE phát hành từ năm 2005 đến 2006. Hai quyển sách này có minh họa và chứa thông tin về các nhân vật, một tập hợp các đoạn video nhạc dạo đầu cùng các cuộc phỏng vấn với seiyū của tác phẩm. Quyển đầu tiên có tựa TV Animation Tsubasa • CHRoNiCLE Official Fanbook (TV ANIMATION ツバサ･クロニクル OFFICIAL FANBOOK), phát hành ngày 17 tháng 5 năm 2005. Quyển thứ hai lấy tên TV Animation Tsubasa • CHRoNiCLE 2nd Season Official Fanbook (TV ANIMATION ツバサ･クロニクル 2nd SEASON OFFICIAL FANBOOK), ra mắt ngày 16 tháng 6 năm 2006. DH Publishing đã phát hành một ấn bản Anh ngữ với tựa đề Tsubasa Chronicle Factbook: Mystery, Magic and Mischief vào ngày 25 tháng 5 năm 2008, nó là cuốn thứ 18 trong bộ sách Mysteries and Secrets Revealed!.
Ba quyển artbook được phát hành từ năm 2006 đến năm 2009 với nhiều hình ảnh nghệ thuật. Quyển đầu tiên có tựa TV Animation Tsubasa • CHRoNiCLE Best Selection (TV ANIMATION ツバサ･クロニクル BEST SELECTION), phát hành ngày 17 tháng 4 năm 2006. Quyển thứ hai lấy tên Tsubasa Original Illustrations Collection –Album De Reproductions- (ツバサ原画集-ALBuM De REProDUCTioNS-) phát hành ngày 17 tháng 4 năm 2007, minh họa cho mười bốn tập đầu của loạt manga. Phiên bản tiếng Anh của ALBuM De REProDUCTioNS đã ra mắt ngày 8 tháng 12 năm 2009; kèm theo một trong những mẫu truyện ngắn, vốn là phụ chương của manga, mang tên Tsubasa: World of the Untold Story. Quyển artbook thứ ba mang tên Tsubasa Original Illustrations Collection –Album De Reproductions- 2 (ツバサ原画集-ALBuM De REProDUCTioNS- 2) đã phát hành ngày 17 tháng 11 năm 2009, minh họa cho mười bốn tập cuối của loạt manga.
Hai ấn phẩm hướng dẫn liên quan đến các nhân vật tiếp tục được xuất bản ở Nhật, sau đó Del Rey đã biên dịch và phát hành tại Bắc Mỹ. Chúng mang nội dung tổng quan về các chiều không gian, tổng quan về nhân vật, bình luận của người hâm mộ, hình ảnh nghệ thuật và các bài phỏng vấn. Cuốn đầu tiên, Tsubasa -RESERVoir CHRoNiCLE- Character Guide (ツバサ CARACTere GuiDE Tsubasa Caractère Guide), phát hành vào ngày 15 tháng 4 năm 2005, bao hàm các sự kiện từ tập 1 đến tập 7. Bản tiếng Anh của nó ra mắt ngày 26 tháng 12 năm 2006. Tiếp theo là Tsubasa -RESERVoir CHRoNiCLE- Character Guide 2 (ツバサ CARACTere GuiDE 2 Tsubasa Caractère Guide 2), phát hành ngày 17 tháng 10 năm 2006, bao hàm các sự kiện từ tập 8 đến tập 14. Bản tiếng Anh của nó ra mắt ngày 13 tháng 10 năm 2009. Một cuốn sách có liên quan khác là Soel and Larg: The Adventures of Mokona Modoki (ソエルとラーグ―モコナ=モドキの冒険 Soel to Larg: Mokona=Modoki no Bōken) cũng được Kodansha xuất bản vào ngày 17 tháng 7 năm 2004. Thiết lập từ trước khi các sự kiện trong Tsubasa và XXXHOLiC xảy ra, tác phẩm này tiết lộ về cuộc sống của hai Mokona Modoki từ khi chúng được Clow Reed và Ichihara Yūko tạo ra.
Hai quyển sách hướng dẫn khác tập trung vào soundtrack của bộ anime cũng ra mắt tại Nhật Bản. Quyển đầu tiên là Tsubasa Chronicle Piano Solo Album (楽しいバイエル併用 ツバサクロニクル ピアノソロアルバム), phát hành vào ngày 30 tháng 8 năm 2005, tập trung vào âm nhạc của phần anime đầu tiên. Quyển thứ hai có tựa Tsubasa Chronicle Piano Solo Album 2 (楽しいバイエル併用 ツバサクロニクル ピアノソロアルバム オープニング・エンディング・劇中曲を収載!!), ra mắt ngày 24 tháng 7 năm 2006, tập trung vào các nhạc phẩm trong mùa thứ hai của sê-ri.

## Đón nhận

### Manga
Loạt manga Tsubasa: Reservoir Chronicle đã được giới độc giả Nhật đón nhận nhiệt liệt và nhiều lần xuất hiện trong danh sách những tập truyện bán chạy nhất. Đến tháng 9 năm 2009, hai mươi bảy tập đầu tiên đã bán được hơn 20 triệu bản trên khắp Nhật Bản, trở thành một trong những manga có doanh số cao nhất của CLAMP. Ngày 27 tháng 4 năm 2004, phiên bản tiếng Anh của tập đầu tiên được phát hành và nhanh chóng bán được 2.330 bản trong vòng một tháng, đứng thứ 30 trong bảng xếp hạng 100 tập truyện bán chạy nhất tháng 5 năm 2009. Sau đó tác phẩm tiếp tục chiếm vị trí thứ năm trong bảng xếp hạng năm 2004 của Waldenbooks, thứ hạng cao chưa từng có của một tập manga. Tsubasa: Reservoir Chronicle đã góp mặt trong tốp 10 của bảng xếp hạng "Manga Top 50" dành cho những tác phẩm xuất bản ba tháng một kỳ của "ICv2 Retailers Guide to Anime/Manga" dựa trên tổng doanh số bán hàng từ các nhà sách chính và những cửa hàng truyện tranh; từ khi ra mắt vào tháng 4 năm 2009 ở Bắc Mỹ, ngoại trừ quý IV năm 2007, tác phẩm đều xếp vị trí thứ ba trong bảng xếp hạng. Tính đến tháng 1 năm 2006, có hơn một triệu tập manga được bán thành công tại Bắc Mỹ bởi Del Rey. Tsubasa: Reservoir Chronicle là tác phẩm giành giải thưởng cao nhất đối với thể loại "Best Manga - Action" (manga hành động xuất sắc nhất) do Hiệp hội Xúc tiến Giải thưởng Hoạt hình Nhật Bản (SPJA) bình chọn. Trang web About.com xếp tác phẩm ở hàng thứ 29 trong bài viết "36 manga hay nhất mà Giải Eisner đã bỏ qua" (tiếng Anh: 36 Great Manga Missed by the Eisner Awards), trong khi đó quyển artbook Tsubasa ALBuM De REProDUCTioNS xếp hạng ba trong cuộc bình chọn "Sách manga hay nhất" (tiếng Anh: Best Manga Book) của trang này vào năm 2009. Trong lễ trao giải manga xuất sắc nhất năm 2005 (tiếng Anh: Best Manga Awards For 2005) của Mania Entertainment, Tsubasa xếp hạng ba trong thể loại "Best Shounen" (shounen manga xuất sắc nhất). Năm 2007, loạt manga là một ứng viên của Giải thưởng Anime Hoa Kỳ, nhưng lại là một trong những sê-ri được công bố sau cùng do lỗi của những nhà phụ trách.
Tsubasa: Reservoir Chronicle được các nhà phê bình đánh giá khá tốt, họ mô tả manga là quà tặng cho người hâm mộ vì CLAMP đã sáng tác tác phẩm này với một lượng lớn các nhân vật từng xuất hiện trong những bộ truyện nổi tiếng khác của nhóm. Ban đầu độc giả bình luận về Tsubasa như một "Cardcaptor Sakura dành cho con trai". Các fan đoán rằng sê-ri này sẽ quyết định đoạn kết của một manga khác hiện đang bị tạm ngưng của CLAMP là X, hoặc nó sẽ là phần tiếp theo của Cardcaptor Sakura nhưng tập trung vào nhân vật Li Syaoran. Các nhà phê bình mô tả tác phẩm như được khắc họa bởi nhiều mục đích đan xen vào nhau; nhà văn Katherine Luther của website About.com chỉ ra rằng đây "có lẽ là kịch bản nhiều nhánh quanh co và phức tạp nhất mà chúng ta từng thấy ở anime và manga trong thời gian gần". Nhận xét về nửa đầu của manga, Mikhail Koulikov của Anime News Network (ANN) mô tả rằng nội dung bộ truyện được tạo ra dựa trên "một khuôn mẫu có thể dự đoán được". Melissa Harper, cũng từ ANN, cho rằng sê-ri có diễn biến hơi chậm, và "thành thật mà nói thì có chút nhàm chán". Tuy nhiên, Michael Aronson của Manga Life lại phát hiện ra sự hấp dẫn của bộ truyện và những người chưa từng đọc các manga khác của CLAMP cũng có thể dễ dàng hiểu được nội dung; ông hy vọng bộ truyện sẽ giữ được sự dễ hiểu như thế với độc giả ở những tập tiếp theo. Ông cũng thấy rằng những mối liên hệ giữa Tsubasa: Reservoir Chronicle và XXXHOLiC sẽ thuyết phục người đọc theo dõi các tác phẩm sau. Megan Lavey của Mania Entertainment cho rằng đoạn mở đầu khiến sê-ri giống một "câu chuyện tình khá là giản đơn", nhưng lại thích tính cách của các nhân vật. Bà thích cái cách mà manga này liên kết với XXXHOLiC và hy vọng rằng cả hai tác phẩm sẽ tiếp tục thể hiện được điều đó. Bằng một cái nhìn tổng quan về manga, Julie Gray của Comic Book Bin đã đưa ra những nhận xét tích cực nhấn mạnh đến sự phức tạp trong tính cách của các nhân vật và sự phát triển cốt truyện trong suốt mười tập đầu tiên. Bà cũng đề nghị mọi người nên mua bộ truyện này. Blake Waymire của Active Anime cho rằng sự thay đổi trong thiết lập kịch bản đã diễn ra khá tốt, và ông lưu ý đến cái cách mà một số phần trong câu chuyện đi từ mạnh mẽ đến quyến rũ.
Từ tập 15 trở đi, CLAMP tung ra một loạt những tình tiết đầy tính bất ngờ mà trước đó đã là điềm báo thường xuyên trong suốt bộ truyện. Những mối quan hệ phức tạp có tính liên kết với nhau được ANN ca ngợi là "tuyệt vời", tuy nhiên khâu thể hiện lại khá rối rắm bởi lượng cốt truyện đặt ra là quá nhiều. Một số nhà phê bình khác khen ngợi nhịp độ diễn biến đã cho phép "câu chuyện tiến triển theo đà tự nhiên của nó", và không cho khán giả "bị nhàm chán bởi bất cứ thể loại văn học nào". Những kịch bản đan xen vào nhau và sự thay đổi mối quan hệ giữa các nhân vật chính của manga được ca ngợi là "rất ít tác giả manga nào có thể dồn sức viết ra được một câu chuyện kể công phu như thế". Nhà văn Holly Ellingwood của Active Anime gọi những tình tiết đan xen này là "hệ thống các sự kiện gây sốc nhất của Tsubasa: Reservoir Chronicle cho đến nay!"; và nhận xét rằng, mặc dù có một kịch bản chồng chéo rắc rối đến như vậy, việc từng bí mật lần lượt được hé mở đã giúp độc giả muốn dõi theo tiếp những tập sau. Ellingwood cũng đánh giá những tập kế tiếp và chỉ ra sự hấp dẫn trong quá trình tiết lộ những tình tiết sau cùng; bà rất thích sự liên kết chặt chẽ được tiết lộ giữa các nhân vật trong Tsubasa và XXXHOLiC. Các nhà phê bình đã đánh giá nét vẽ có một trình độ cao, "sánh với chất lượng tiêu chuẩn của CLAMP", mặc dù có quá nhiều chi tiết, đặc biệt ở những pha hành động. Kiểu dáng thiết kế "đầy phong cách" và "sinh động", đặc trưng bởi "một lượng lớn các đường cong trang trí bao quát không giống với bất kì thứ gì khác thuộc thể loại này", chính điều đó đã giúp đưa những pha hành động gần với thực tế hơn qua những trải nghiệm đầy thú vị.Ed Sizemore của Comics Worth Reading nhấn mạnh một thực tế là mỗi chiều không gian mà các nhân vật chính đi qua đều được đặc trưng bởi một vẻ ngoài rất riêng và nhận thấy rằng "không có hai thế giới nào giống nhau dù chỉ là rất ít". Tuy nhiên, vì quá nhiều chi tiết và thiếu sự tương phản nên các cảnh trong manga, dù đẹp, vẫn thường trở nên khó hiểu khi khiến người đọc phải suy đoán xem ai là người đang tấn công. Do bản chất chồng chéo vào nhau của cốt truyện, các nhà phê bình đánh giá cao những ghi chú trong bản dịch tiếng Anh do nhà xuất bản Del Rey lồng vào truyện nhằm giúp độc giả hiểu rõ nội dung hơn. Lavey đánh giá bản Anh ngữ là "dễ hiểu" và thích việc một số từ tiếng Nhật được giữ nguyên, thay vào đó được giải thích riêng trong chú thích.

### Anime
Các nhà phê bình đã mô tả mô tả bộ anime tuy có tình tiết tiến triển rất chậm nhưng đã để lại dấu ấn âm nhạc đẹp. Carl Kimlinger của Anime News Network trách đạo diễn Mashimo Koichi đã "làm giảm đi sự sinh động của cốt truyện", kèm theo "quá nhiều đoạn hồi tưởng, quá nhiều những gương mặt với ánh mắt vô cảm", cuối cùng tạo ra một sản phẩm "mang tính công thức nhạt nhẽo". Christopher Seaman của Active Anime đã có những cảm xúc lẫn lộn, ông tìm thấy trong anime những đề tài lãng mạn dành cho tuổi trưởng thành, trong khi khung nền phép thuật lại hướng đến những đối tượng trẻ tuổi, ông kết luận rằng "thanh thiếu niên sẽ cảm thụ được bộ phim rõ nhất". Nói chung, ông khen ngợi bộ phim và đánh giá cao nội dung cũng như chủ đề của nó. Todd Douglass Jr. của trang web DVDTalk xếp bộ đĩa DVD của anime vào loại "rất đáng xem"; ông thích anime này vì nó "không hề bị phụ thuộc", bất kể là phim có chứa đựng những nhân tố nhàm chán vay mượn từ những sê-ri khác. Douglas nhấn mạnh rằng ở phần tiếp theo, phiên bản anime vẫn giữ cho người xem thấy thú vị, và họ sẽ chẳng tìm được lý do nào để không thích nó. Douglas thích cách kể chuyện của anime, ông cũng thích các nhân vật trong đó, nhưng lại thấy rằng thỉnh thoảng tác phẩm lại bị kéo dài ra do tính chất phân thành nhiều phần của nó. Kimlinger ca ngợi những dấu ấn âm nhạc để lại rất đẹp, như một kết quả tất yếu mà nhà soạn nhạc Kajiura Yuki đã luôn đạt được. Chris Beveridge của Mania Entertainment cũng đưa ra nhận xét tương tự, ca ngợi những dấu ấn và hoạt ảnh, đồng thời bình luận về khả năng tiếp cận của phiên bản anime. Ông tuyên bố rằng những độc giả chưa từng xem qua các manga khác giống như Tsubasa của CLAMP sẽ thích bộ anime này, còn ngược lại, những người khác sẽ cảm thấy "cụt hứng với sê-ri". Luther đánh giá cao đặc tính chia thành nhiều phân đoạn của anime và nhận xét về cái cách mà nội dung chính được kết nối với nhau trong mỗi vòng dây câu chuyện. Các diễn viên lồng tiếng Anh cho phim được nhận xét là "có kinh nghiệm và xuất sắc". Jeffrey Harris của IGN cảm thấy Christopher Sabat là diễn viên lồng tiếng tốt nhất. Harris gọi anime là "có tạo hình đẹp và luôn có những màn trình diễn đầy tao nhã" làm nổi bật những nét của nhân vật chính. Ông chỉ trích việc thiếu đầu tư chi phí cho phiên bản DVD. Đánh giá phim nhựa của anime và XXXHOLiC, nhà văn N.S. Davidson của IGN cho biết phim của Tsubasa sẽ thu hút người xem sê-ri, dù cho nó khá ngắn. Ông thích sự ảnh hưởng nội dung lẫn nhau trong hai bộ phim, cho phép các tình tiết trong kịch bản của Tsubasa được giải thích trong phim XXXHOLiC, đồng thời phát hiện ra điểm tương đồng nghệ thuật giữa hai bộ phim. Carlo Santos có nhiều định kiến về bộ phim hơn, nhưng vẫn gọi nó là "một tác phẩm hay". Trong một cuộc thăm dò ý kiến trên kênh TV Asahi, Tsubasa • CHRoNiCLE đã được bình chọn ở vị trí thứ 59 trong số 100 anime phổ biến nhất Nhật Bản. Nó xếp hạng chín trong cuộc bình chọn anime được yêu thích nhất, Anime Grand Prix, của tạp chí Animage trong năm 2005, ngoài ra còn được xếp vào loại "Đề cập vinh dự" trong bài viết về "Tốp 10 anime của năm 2007" trên IGN.
Mặc dù OVA của Tsubasa không phải là OAD đầu tiên, các tập phim này được bày bán cùng với các tập manga, với mục đích phổ biến hóa với người xem. Chris Beveridge của Mania Entertainment đánh giá OVA có chất lượng tốt hơn so với phiên bản truyền hình, chủ yếu là vì chúng được công ty Production I.G thực hiện thay vì Bee Train, ngoài ra còn vì anime trên TV có kịch bản quá rối rắm. Ở một bài bình luận khác, Beveridge cho biết ông cảm thấy bị thu hút bởi các tình tiết xảy ra trong OVA, mà chính từ đó những phát hiện mới đã làm thay đổi quan điểm của khán giả khi xem sê-ri. Các nhân vật được thiết kế giống trong manga hơn so với anime trên TV, trong khi mảng hoạt họa được đánh giá là "cao hơn mức độ tiêu chuẩn của truyền hình". Các chủ đề được ghi nhận là trưởng thành hơn cả về tính khốc liệt lẫn sâu sắc; mặc dù những thay đổi từ đầu đến cuối loạt OVA đều được khen ngợi, nhưng các nhà phê bình lại đề nghị một phiên bản OVA khác kết thúc cốt truyện trong tập cuối của Tsubasa Shunraiki.